# Gladde zegge
De gladde zegge (Carex laevigata) is een overblijvend kruid dat behoort tot de cypergrassenfamilie (Cyperaceae). De plant komt van nature voor in West- en Zuid-Westeuropa, Zuid-Italië en Noord-Marokko. De soort staat op de Nederlandse Rode lijst van planten als zeer zeldzaam maar stabiel of genomen. Deze plant is door de Wet Natuurbescherming wettelijk beschermd sinds 1 januari 2017. Het aantal chromosomen is 2n = 72.
De plant wordt 50 - 100 cm hoog, vormt korte wortelstokken en komt voor als los van elkaar staande pollen. De 2 mm dikke, gladde stengel is scherp driekantig en de onderste scheden zijn bruin tot roodachtig gekleurd. De vlakke, aan de bovenkant lichtgroene bladeren zijn 6 - 12 mm breed en korter als de stengel. De meer dan 5 cm lange bladschede sluit wijd om de stengel. Het blad heeft twee vliezige tongetjes, waarvan een spits is en het andere rechthoekig.
De gladde zegge bloeit in mei en juni met een losse bloeiwijze. De schutbladen komen niet tot de top van de bloeiwijze. De topaar is mannelijk met daaronder 2 -4 staande vrouwelijke aren. De rechtopstaande tot iets knikkende, vrouwelijke aren zijn 2 - 4 cm lang en 6 - 7 mm breed. De aartjes zijn gesteeld. De kafjes zijn 3-4 mm lang en versmald in een ongeveer 1 mm lange, gezaagde stekelpunt. Het geelgroene en bruin gespikkelde, spoelvormige urntje is 4 - 5 mm lang en versmald geleidelijk in de ongeveer 1 mm lange, gezaagde snavel met twee borstelige punten. De snaveltanden zijn aan de binnenkant ruw. Het urntje is een soort schutblaadje dat geheel om de vrucht zit. De vrouwelijke bloem heeft drie stempels.

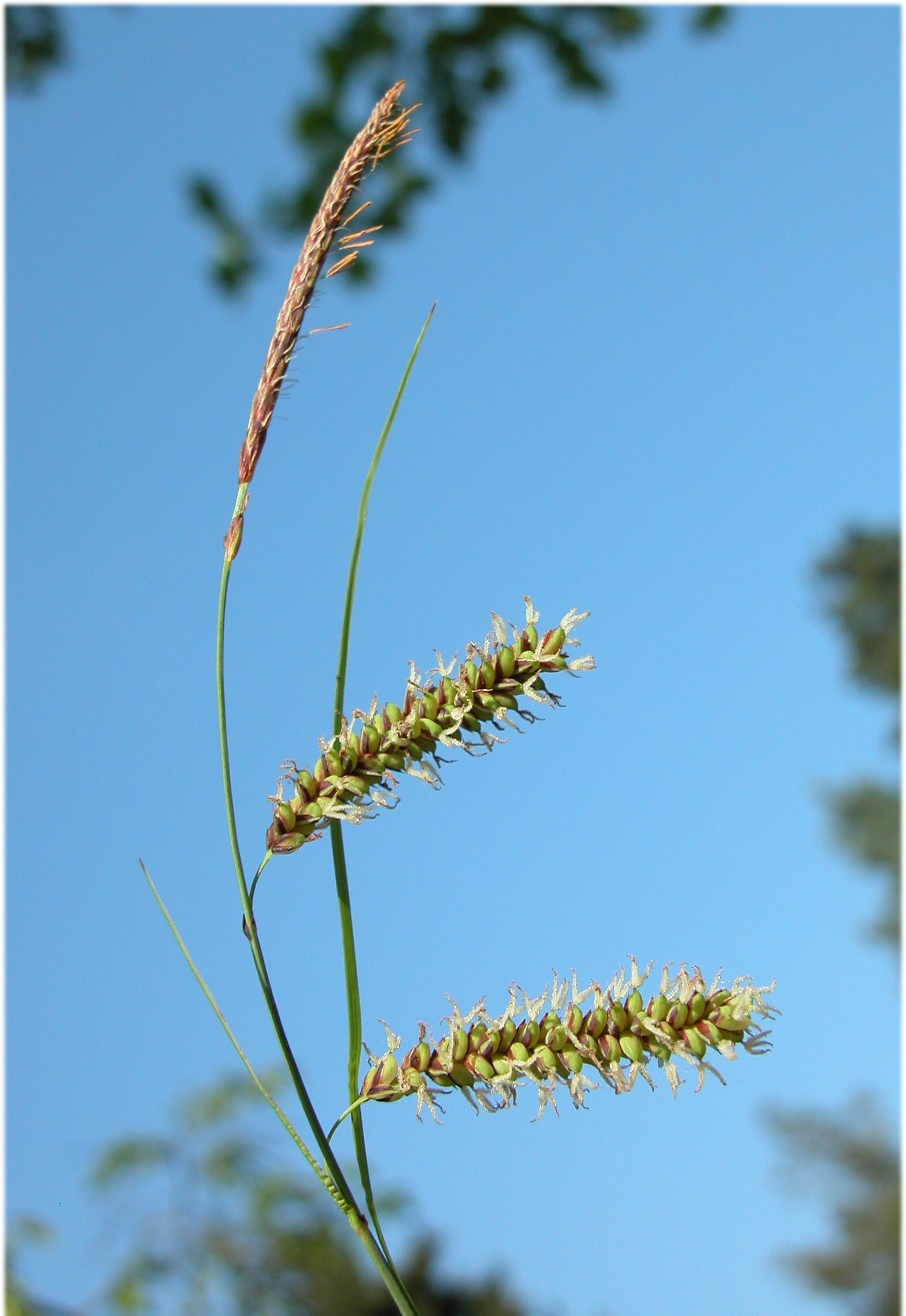
Mannelijke topaar en twee vrouwelijke aren
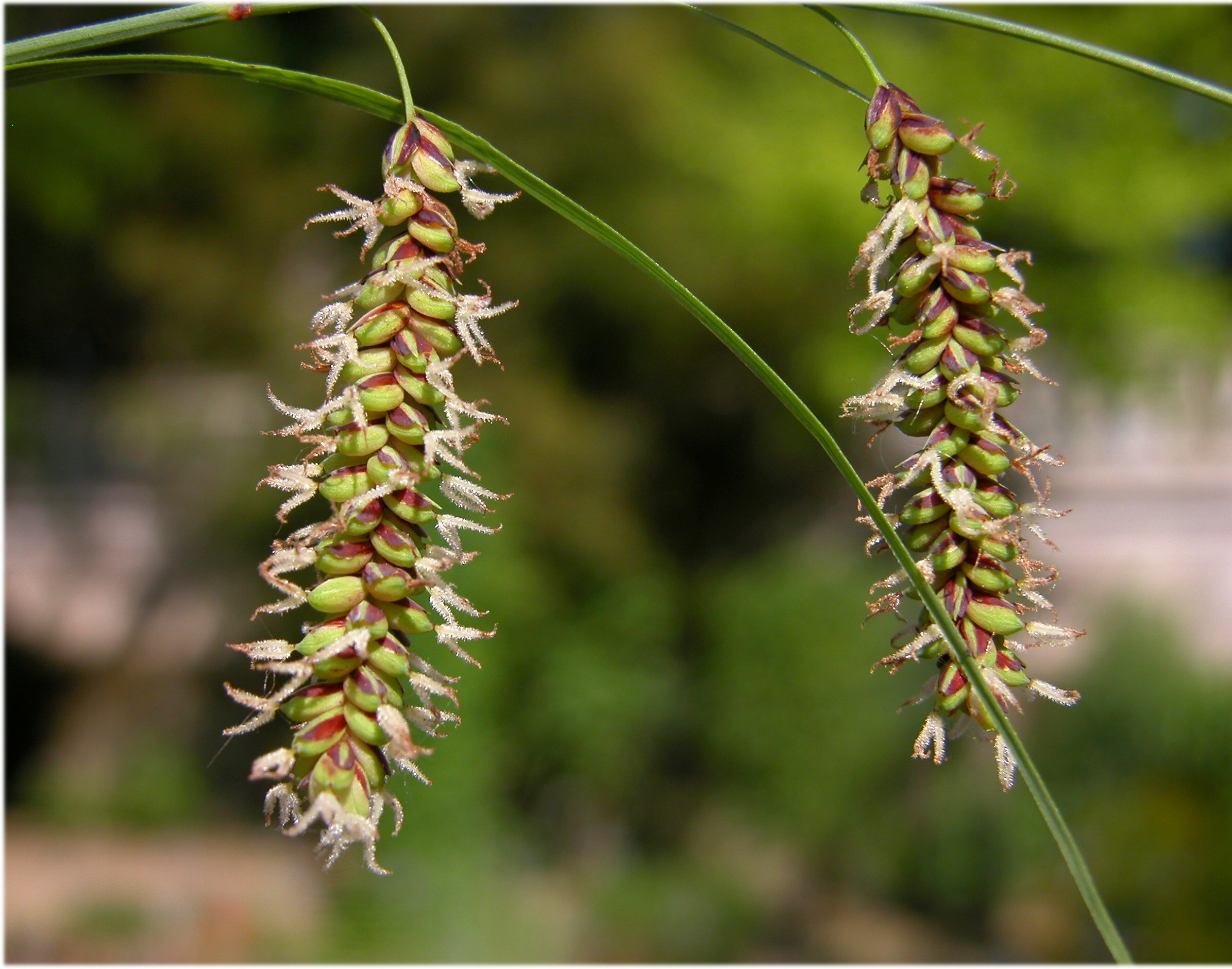
Vrouwelijke aren
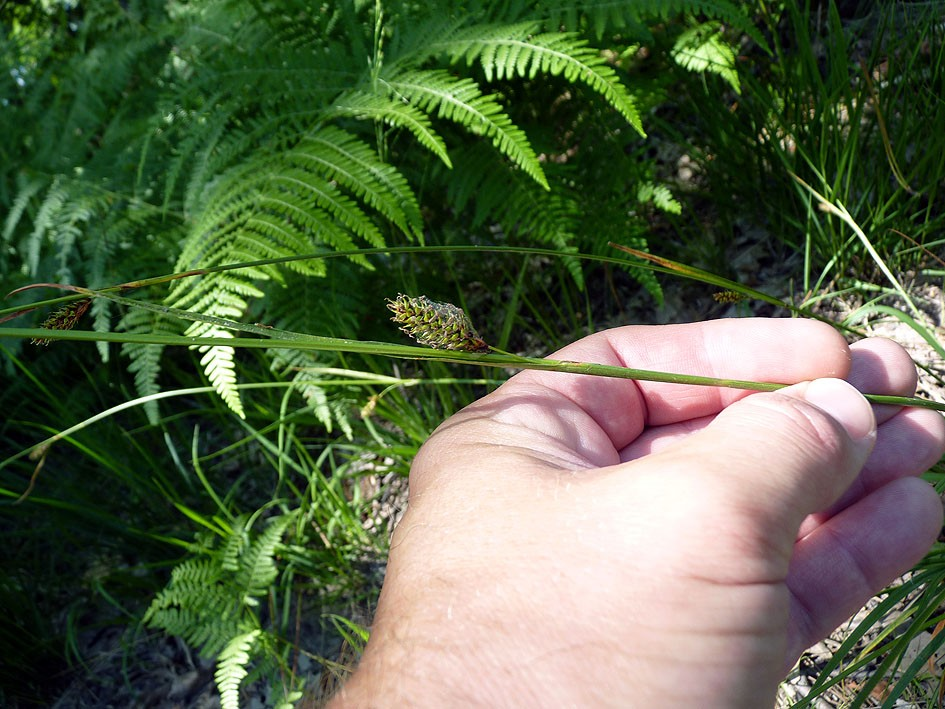
Stengel

De eivormige en dubbelbolle vrucht is een 4 - 5 mm lang, kaal, meernervig, eenzadig nootje.
De plant komt voor in het brongebied van beekjes in natte, zure loofbossen, zoals het elzenbos met veenmos.

## Namen in andere talen
- Duits: Glatte Segge
- Engels: Smooth-stalked sedge
- Frans: Laiche lisse